# Meggan (Marvel Comics)
Meggan (Meggan Braddock) es un personaje que aparece en los cómics estadounidenses publicados por Marvel Comics, por lo general como un personaje secundario en las historias del Capitán Britania y los X-Men. Una mutante empática y elemental cambiaforma, fue creada por el escritor Alan Moore y el artista Alan Davis, y apareció por primera vez en Mighty World of Marvel #7 (diciembre de 1983), que fue publicado en el Reino Unido por la filial de publicaciones británica de Marvel, Marvel UK. Su primera aparición en una publicación de Marvel en Estados Unidos fue en New Mutants Annual (vol. 1) #2 (1986). Finalmente, eligió el nombre en clave Gloriana, un nombre de victoria acuñado por los demonios del infierno.

## Historial de publicaciones
Meggan aparece por primera vez en Mighty Mundial de Marvel de Marvel UK # 7 (diciembre de 1983), y fue creado por el escritor Alan Moore y el artista Alan Davis.
Su historia de origen se cuenta en Captain Britain (vol. 2) # 8 (agosto de 1985), que luego se reimprimió en el libro de bolsillo de Captain Britain en los EE. UU.
La primera aparición estadounidense de Meggan es en New Mutants Annual (vol. 1) # 2 (1986).
Su apellido original se registra por primera vez en 2008 en Captain Britain y MI13 # 7, y nuevamente en Captain Britain y MI13 Annual # 1 (2009).

## Historia

### Origen
Nació en medio de una tormenta de nieve en una familia británica cerca de la estación de Fenborough, en Inglaterra. Ante el horror de su familia, siendo una empática-metamorfo, Meggan se protegió del intenso frío al cubrir su cuerpo con un espeso pelambre, más fue vista como un monstruo. Ella fue atada con correas en las manos y los pies. La creencia de que era una especie de monstruo también se vio afectada por el hecho de que su nacimiento tuvo lugar cerca de una antigua fortaleza británica que se rumoreaba que era un lugar donde se practicaba la magia oscura. La familia de Meggan se escondió en su furgoneta, donde veían la televisión sin cesar, sumergiéndose de lleno en la fantasía de los varios programas de televisión británicos de la época (como Gerry Anderson Fare, Quatermass, Doctor Who y muchos más). Finalmente, Meggan se encontró con el Capitán Britania y luchó contra él, pero luego se hizo su amiga. Ella se enamoró de él, y se convirtió en su compañera de aventuras. Con él, se encontró por primera vez con el villano Gatecrasher. Después, un telépata le informó que su alma parecía tan hermosa "como una mariposa incandescente". De alguna manera ella usaba sus poderes para hacerse atractiva para Capitán Britania. Finalmente él le correspondió y los dos comenzaron una relación romántica. Los dos tuvieron un noviazgo largo y tormentoso, marcado por acontecimientos cósmicos y mundanos.

### Excalibur
Meggan defendió Gran Bretaña de un ataque de Gatecrasher junto con Capitán Britania y los ex-X-Men, Nightcrawler, Rachel Summers y Kitty Pryde, y junto con ellos se convirtió en miembro fundador de Excalibur. Durante algún tiempo, Meggan se sintió atraída por Nightcrawler. Tiempo después, Excalibur se enfrentó con Arcade y la Crazy Gang, y Meggan cambió temporalmente cuerpos con Knave, de la Crazy Gang. Capitán Britania, no podía hacer frente a la atracción de Nightcrawler y Meggan (que fue correspondida con fuerza). Meggan estuvo durante un breve tiempo inactiva del equipo. Ella cayó en una especie de estado de "crisálida", similar al de las mariposas, del cual despertó poco después con poderes mucho más bastos Debido a estos sucesos, su relación con Capitán Britania llegó a su fin. Poco más tarde, Meggan se enamoró de Piotr "Peter" Rasputin, el x-man Coloso, pero finalmente su amor por Britania, fue mucho más fuerte.
Meggan y Capitán Britania se casaron, en una celebración en la que asistieron todos sus amigos (y algunos enemigos también).
Debido a su extraña educación, durante muchos años, Meggan fue ingenua en muchos de los aspectos de la cultura, obsesionada con la televisión y analfabeta funcional. Por ejemplo, ella no sabía que el doctor Doom era una amenaza tan horrible, aunque pronto se enteró cuando atacó a todo el equipo e intentó destruir Inglaterra.
Sus compañeros de equipo de Excalibur, a lo largo de los años, la pusieron al día con la vida y el conocimiento terrenales. Douglock hizo un esfuerzo personal para ser su maestro después de unirse al equipo. En la última parte de la serie Excalibur, Meggan se volvió mucho más segura de sí misma, asumiendo un papel de liderazgo, cambiando su disfraz y siendo mucho más amenazadora. Ella utilizó el mínimo de fuerza necesaria, pero no dudó en asustar a sus adversarios.

### Gobernando el Otro Mundo
Cuando Roma se retiró y dejó que el Capitán Britania se convirtiera en el Guardián Omniversal del Otro Mundo, Meggan llegó a gobernar a su lado como su reina. Supervisaron el origen de otro Capitán Britania, que se asoció con los Vengadores.

### Dinastía de M
Más tarde, la Bruja Escarlata, causó un agujero en la realidad cuando lo modificó para crear el mundo alterno de la Dinastía de M. Esto desencadenó una ola multidimensional que amenazó al Omniverso y las otras realidades paralelas. Meggan y Capitán Britania fueron enviados a reparar el hueco en un corto período de tiempo antes de que la hechicera extradimensional Saturnyne destruyera la realidad 616 (el Universo Marvel tradicional) para evitar que haga daño a las otras realidades. Junto con Psylocke y Rachel Summers, Meggan y Capitán Britania encontraron el agujero en la realidad a través del cual la onda del caos estaba a punto de extenderse. Para permitir que los demás sellaran la brecha, Meggan se aventuró en el vacío y se sacrificó para retrasar brevemente el avance de las energías caóticas, dándole tiempo a Psylocke, Rachel, y el Capitán Britania para suturar el desgarro la realidad.
Cuando se restauró la realidad, solo unos pocos recordaron lo que había ocurrido durante la "Dinastía de M". El Capitán Britania y los demás se encontraban entre los muchos que no lo hicieron, teniendo solo vagos recuerdos de la prueba y creyendo que era un sueño. Como resultado, Brian no sabe sobre el sacrificio de Meggan y no tiene idea de dónde está ella, dejándolo en apuros.

### Plokta
Después de que Pete Wisdom libera la magia oscura y malvada para evitar la invasión de Skrull en Inglaterra, Plokta, un señor del infierno, trató de llegar a un acuerdo con el Capitán Britania y revela el paradero de Meggan en su colección de reinos de otros mundos. Capitán Britania, sabiendo que podría ser simplemente una ilusión, afirma que no puede arriesgarse a que sea real y se lanza por la puerta dimensional. Después de cerrarlo, Plokta informa a sus subordinados que este era simplemente un mundo de ensueño y estaba encantado de que el Capitán Britania se permitiera ser sellado dentro de él. Dentro del Mundo de los Sueños, Meggan y el Capitán Britania viven al menos varias semanas creyendo que es una realidad, aunque Brian expresa dudas sobre las inconsistencias del mundo. Su línea de pensamiento sobre el tema, sin embargo, se ve interrumpida cuando él y el almuerzo tranquilo de Meggan en el bar de Braddock son atacados por su fallecido hermano, Jamie Braddock.
Finalmente, se revela que Meggan sigue viva, pero perdida entre dimensiones.

### Infierno y Regreso
Meggan pronto reveló estar atrapada en el infierno. A diferencia de la mayoría de sus ocupantes, sin embargo, no está sufriendo tormentos, y todavía siente la esperanza de escapar. Durante su audiencia con los Señores del Infierno, la engañan con su empatía, que la obliga a asumir una forma horrible y deforme. Sin embargo, Meggan utiliza su empatía con nuevos fines, lo que hace que todos los otros demonios menores se unan a ella. Esto llama la atención de Plutón, el dios griego del inframundo (y viejo enemigo de Hércules). Ellos forjar una alianza y restauran a Meggan a su estado habitual.
Pasa los siguientes meses liderando a su ejército de seguidores demoníacos en una guerra contra los Lords of Hell, muy exitosamente ya que su empatía abruma a los ejércitos enemigos, lo que los hace atacar a sus respectivos señores (el más notable Blackheart). Durante una de esas batallas, ella se siente nostálgica y recuerda a su esposo Brian. Esto hace que su ejército sienta felicidad, algo que no han experimentado en mucho tiempo, si es que lo hacen. Los demonios la nombran Gloriana en honor a esta hazaña, y la idolatran más. Después de un tiempo, ella forma un reino, "Elysium", para servir como un santuario para que las almas escapen del tormento, y le da a Plutón parte de sus conquistas en pago. 
Después de eso, se fue con la esperanza de buscar un camino a casa. Después de haber vagado por una gran parte del infierno, finalmente encuentra una grieta a través de la cual la luz de la luna se derrama. Rápidamente ella pasa a través de la grieta, solo para ser recibida por el Doctor Doom al otro lado, dentro de la nave de Drácula que sale de la luna.

### Reunido con Brian
Cuando Drácula comienza su invasión de Gran Bretaña, se enfrenta a más resistencia de la esperada, junto con algunos de sus vampiros que se resisten a él, llegando incluso a desobedecerlo directamente. El doctor Doom lo contacta brevemente, diciéndole que le ha dejado un regalo en la bodega de su nave. En el barco se encuentra Meggan, para gran confusión de Drácula. Sin embargo, pronto se da cuenta de que Meggan es la razón por la que su control mental sobre los otros vampiros se está debilitando, ya que ella usa sus poderes mentales para "transmitir la rebelión". Drácula intenta matarla, pero es detenido por el Capitán Gran Bretaña, que está furioso con el rey vampiro. Meggan y Brian luchan contra los vampiros y Drácula hasta que la nave y la mayoría de los vampiros son destruidos por un hechizo. Una vez que la batalla ha terminado, Meggan y Brian se reúnen felizmente.
Meggan más tarde se unió al Capitán Britania para comenzar la Academia Braddock.
Durante la historia de "Infinity", Meggan representó a la Academia Braddock cuando Henry Pym planeó un evento del "Concurso de Campeones". Ella ayuda a Henry Pym, She-Hulk y Wolverine a supervisar el evento.
Meggan y Brian (Capitán Britania) se reúnen con sus compañeros de equipo de Excalibur mientras dan la bienvenida a Nightcrawler de la muerte.

## Poderes y habilidades
Meggan es una mujer tremendamente poderosa: ella es una "Metamorfo empática", con la capacidad de asumir prácticamente cualquier poder sobrehumano que existe a su voluntad.
Es decir, Meggan puede adaptarse para moldear cualquier poder sobrehumano con el cual se sincronice.
Su empatía le permite sentir las emociones y los sentimientos de los seres vivos (de la gente, a los animales, a las plantas), e incluye la capacidad de percibir psiónicamente el aura de las personas. 
Sin embargo, sus poderes de empatía también se utilizan para hacerla sensible a los estados de ánimo que la rodean, por lo que su aspecto cambia en función de los mismos.
Meggan puede alterar su forma a voluntad y puede asumir la forma de cualquier criatura, incluso aquellos que sólo existen en las leyendas. Inicialmente, ella cambiaba de formas inconscientemente. Como cuando siendo una recién nacida, que instintivamente adoptó una cubierta de pelambre. Por ejemplo, ella puede llegar a ser mucho "menos atractiva" cuando cae en una profunda depresión. Por lo general, esto sucede cuando está bajo estrés o pasa mucho tiempo lejos de las islas británicas. 
Meggan también es una férrea combatiente, entrenada por el Capitán Britania. No recibió ninguna educación formal, siendo completamente autodidacta acerca de la cultura contemporánea a través de la televisión.

## Otras versiones
En la Tierra-597, un mundo donde los nazis ganaron la Segunda Guerra Mundial, Meggan es miembro del equivalente de esa realidad de Excalibur, Lightning Force.
El mundo de la Tierra-1189 fue devastado por una guerra nuclear. Después de la muerte de Brian Braddock, Meggan asume el mando del Capitán Britania y se convierte en miembro del Cuerpo.
En la Tierra-99746, un mundo poblado por dinosaurios humanoides, el equivalente de Excalibur contiene una versión alternativa de Meggan llamada Megon que ayuda a derrotar a los Cinco Fantásticos antes de viajar a la Tierra-616.
Dos versiones diferentes de Meggan aparecen en la historia de Secret Wars; una versión es del dominio Higher Avalon donde lleva al bebé de Brian Braddock. La otra versión aparece como miembro de A-Force en el dominio Arcadia.